# Cá rô phi đen
Cá rô phi đen hay còn gọi là cá rô phi Mozambique hay còn gọi là cá phi, cá phi cỏ (Danh pháp khoa học: Oreochromis mossambicus) là một loài cá rô phi có nguồn gốc từ châu Phi ở Mozambique. Đây là một trong những loài cá có giá trị kinh tế, được con người du nhập đi nhiều nơi và ở một số nơi, chúng trở thành loài xâm hại cho các loài bản địa, chúng đang trở thành kẻ xâm lấn thành công ở nhiều nơi trên thế giới, đe dọa đến hệ thống sinh thái nước ngọt ở sông, hồ.

## Phân bố
Chúng có nguồn gốc từ các nước Đông Châu Phi. Cá phân bố rất rộng ở nhiều môi trường nước (ngọt, lợ, mặn) ở châu Phi, Indonesia, Philippines, Thái Lan, Malaysia. Đến nay đã di sang các nước Nhật Bản, Trung Quốc, Đài Loan và một số nước Đông Nam Á. Ở Việt Nam có ở hầu hết các tỉnh, đây là là một trong những loài cá được di nhập sớm nhất từ năm 1951.
Cá được phổ biến, du nhập vào nhiều nước trên thế giới để nuôi làm thực phẩm. Các quần thể đã thích nghi của loài này trong tự nhiên là kết quả của việc cố tình thả ra hoặc để xổng từ các trang trại nuôi chúng. Đây là một loài ăn tạp và chúng ăn gần như mọi thứ từ tảo đến côn trùng. Chúng tạo thành các quần thể đông đặc và thiếu thức ăn trong các thủy vực sinh sống.

## Đặc điểm

### Mô tả
Cá rô phi đen có thân hình thoi và dẹp bên rõ rệt, mõm tròn mắt nhỏ. Chiều dài kể cả đuôi bằng 2,7 lần chiều dài đầu và bằng 2,5 lần chiều cao thân. Vây ngực lớn dài bằng chiều dài đầu. Thân màu xám tro hoặc nâu nhạt, bụng xám trắng, mép rìa vây lưng. Miệng khá rộng, hướng lên trên, chúng có 4-8 hàng răng. Răng hàm ngắn và nhiều. Có hai tấm răng hầu ở trên và một tấm ở dưới. Que mang ngắn, tia gai cứng cuối cùng của vây lưng dài nhất. Chiều dài vây ngực bằng chiều dài đầu, đạt đến hoặc vượt quá một ít khởi điểm của vây hậu môn.
Vây đuôi tròn ở cá trưởng thành, cắt thẳng đứng ở cá con. Toàn thân phủ vảy tròn, đường bên không liên tục. Có vảy hơi đen ở phần lưng, phần bụng màu sáng, vây có màu phớt hồng. Cá đực có 2 lỗ (lỗ niệu chung với lỗ sinh dục và lỗ hậu môn). Cá cái có 3 lỗ (lỗ niệu, lỗ sinh dục và lỗ hậu môn màu đỏ, không có các vằn ngang trên thân. Chiều dài lớn nhất 30 cm, thông thường 10 – 25 cm. Sau 4 tháng tuổi con đực nặng 30 – 40g, con cái 25 – 30g, sau 8 tháng con đực đạt 250 – 300g, con cái 150 – 200g tuy nhiên cỡ lớn nhất chỉ đạt 1,7–2 kg/con.

### Sinh sản
Cá sinh trưởng rất nhanh, cá đực lớn nhanh hơn cá cái. Chúng sinh sản quanh năm, mỗi năm cá cái đẻ 5 – 6 lứa. Khi đẻ chúng đào ổ dưới đáy ao. Trứng sau khi đẻ và thụ tinh được cá mẹ hút vào miệng để ấp. Cá bột cũng được hút vào miệng khi gặp nguy hiểm trong 15 – 20 ngày đầu. Do sinh sản tự nhiên rất nhanh và nhiều (có thể đẻ 10 lần/con) do đó rất khó khống chế mật độ nuôi rô phi loại này trong ao. Mật độ cá cao và cung cấp thức ăn không đủ trong ao đã làm cho cá chậm lớn, cỡ cá nhỏ, năng suất thấp và giá trị thương phẩm thấp, do thành thục sớm và chu kỳ sản ngắn khiến cho mật độ cá nuôi trong ao trở nên dày đặc, cá giảm tăng trưởng, kích thước nhỏ và sản lượng thấp.
Nước tiểu của cá rô phi đực Mozambique khả năng thu hút bạn tình. Cá rô phi đực biết đào tổ trong cát và coi đó là lãnh thổ của riêng mình. Chúng sẽ bảo vệ trọn vẹn lãnh thổ và chỉ để những chú cá rô phi cái đủ tiêu chuẩn được vào đó. Cá rô phi đực ra sức tiểu vào vùng lãnh thổ của mình, nước tiểu có chứa pheromone (chất được sử dụng như tín hiệu hóa học giữa các cá thể cùng loài) chứa một lượng khá lớn steroid - tương tự như progesterone - một hormone sinh dục nữ tại vùng đất của cá rô phi đực. Cá rô phi cái ẩn nấp gần đó sẽ có thể ngửi thấy mùi pheromone và dựa vào đó để kiếm tìm bạn tình phù hợp.
Cá đực còn tạo những chiếc bụng lớn, chúng sẽ mở rộng bàng quang để có thể lưu trữ lượng nước tiểu nhiều hơn. Khi tiếp cận được mục tiêu, chúng sẽ dồn ép số lượng nước tiểu này ra ngoài. Lượng nước tiểu này sẽ mang theo một lượng lớn kích thích tố steroid để thu hút. cá đực có chiếc bụng nhỏ sẽ khó có thể trữ lượng nước tiểu lớn cùng lượng kích thích tố cần thiết để có thể tìm ra bạn tình ưng ý. Lượng kích thích tố này quan trọng bởi đó sẽ là nhân tố giúp kích thích giải phóng trứng ở cá rô cái. Khi tinh trùng của cá đực kết hợp hài hòa cùng với trứng ở cá cái, sẽ giúp cá rô phi dễ thụ tinh hơn